# Марвін Філліп
Марвін Філліп (англ. Marvin Phillip, нар. 1 серпня 1984, Вільямсвіль, Тринідад і Тобаго) — тринідадський футболіст, воротар клубу НЕРОКА. Виступав, зокрема, за клуб «Дабл-Ю Конекшн», а також національну збірну Тринідаду і Тобаго.

## Клубна кар'єра
Народився 1 серпня 1984 року. Вихованець «Презентейшн Колледж». У дитячому футболі виступав на позиції нападника, проте напередодні переходу в дорослий футбол перекваліфікувався у воротаря. Під час виступів за «Презентейшн Колледж Сан-Фернандо» став найкращим бомбардиром сезону в шкільній команді. Також у цей період став переможцем національного чемпіонату з крикету.
У дорослому футболі дебютував 2002 року виступами за команду клубу «Сан-Хуан Джаблоті». Того ж сезону разом з командою виграв чемпіонат Тринідаду і Тобаго. У 2003 році повторив цей успіх. Окрім цього виграв з командою Кубок ліги, а також Клубний чемпіонат Карибського футбольного союзу. У 2004 році перейшов у «Дефенс Форс», у складі клубу відіграв сезон, після чого повернувся в «Сан-Хуан Джаблоті». У 2005 році з цією командою виграв кубок Тринідаду і Тобаго.
У 2006 році відправився до «Старворлд Старйкерс». Потім грав за «Норт-Іст Старз». Своєю грою за останню команду привернув увагу представників тренерського штабу клубу «Дабл-Ю Конекшн», до складу якого приєднався 2007 року. Двічі вигравав з цим колективом Кубок ліги Тринідаду і Тобаго (2007, 2008). У лютому 2008 року був визнаний найкращим воротарем команди 2007 року. У 2009 році разом з командою выиграв Клубний чемпіонат Карибського футбольного союзу. У 2010 році перейшов до «Джо Паблік». Наступного року перебрався до колективу «Т-енд Тек».
Протягом 2012—2019 років захищав кольори клубів «Сентрал», «Пойнт Фортін» та «Морвант Каледонія Юнайтед».
До складу клубу НЕРОКА приєднався 2019 року.

## Виступи за збірну
У складі юнацької збірнох Тринідаду і Тобаго U-17 грав на молодіжному чемпіонаті світу 2001 року.
У футболці національної збірної Тринідаду і Тобаго дебютував 31 січня 2007 року в поєдинку проти Панами. У грудні 2008 року його виступи в національній команді були під питанням, оскільки в Гардбаргейні отримав удар по спині, але швидко одужав та зміг зіграти, через відсутність Клейтона Інса, в поєдику кваліфікації чемпіонату світу 2009 року
У складі збірної був учасником розіграшу Золотого кубка КОНКАКАФ 2007 року у США, розіграшу Золотого кубка КОНКАКАФ 2013 року у США, розіграшу Золотого кубка КОНКАКАФ 2015 року у США та Канаді (тринідадці на тому турнірі дійшли до 1/4 фіналу, де поступилися Панамі), розіграшу Золотого кубка КОНКАКАФ 2019 року у різних країнах.

## Особисте життя
У равні 2004 року від серевої недостатності померла Аделла Джилл, мати Філліпового первістка. А в липні того ж року його 10-місячний син Метей також помер.

## Досягнення
«Сан-Хуан Джаблоті»
- Чемпіонат Тринідаду і Тобаго
  -  Чемпіон (2): 2002, 2003
  -  Срібний призер (1): 2005

- Кубок Тринідаду і Тобаго
  -  Володар (1): 2005

- Кубок ліги Тринідаду і Тобаго
  -  Володар (1): 2003
  -  Фіналіст (1): 2005

- Про Боул Тринідаду і Тобаго
  -  Володар (2): 2003, 2005

- Тринідад і Тобаго Класік
  -  Фіналіст (1): 2005

- Клубний чемпіонат Карибського футбольного союзу
  -  Володар (1): 2003

«Діфенс Форс»
- Кубок ліги Тринідаду і Тобаго
  -  Фіналіст (1): 2004

«Дабл-Ю Конекшн»
- Чемпіонат Тринідаду і Тобаго
  -  Чемпіон (2): 2011/12, 2013/14

- Кубок Тринідаду і Тобаго
  -  Володар (1): 2013/14
  -  Фіналіст (1): 2008

- Кубок ліги Тринідаду і Тобаго
  -  Володар (1): 2008

- Про Боул Тринідаду і Тобаго
  -  Володар (1): 2008

- Гольовий щит Тринідаду і Тобаго
  -  Володар (1): 2011

- Клубний чемпіонат Карибського футбольного союзу
  -  Володар (1): 2009
  -  Фіналіст (1): 2012

«Джо Паблік»
- Клубний чемпіонат Карибського футбольного союзу
  -  Фіналіст (1): 2010